# Zellstoffverbundelement
Ein Zellstoffverbundelement ist ein formstabiler und ökologischer Dämmstoff, der aus natürlichen und rezyklierbarem Zellstoff hergestellt wird.
Seit dem 24. Oktober 2012 besteht ein europäisches Patent.

## Aufbau und physikalische Eigenschaften
Ein Zellstoffverbundelement besteht aus mehreren zellstoffhaltigen Platten mit eingeschlossenen Hohlräumen. Jede Platte besteht ähnlich wie Wellpappe aus einzelnen Schichten von Blättern und dünnen Platten, die im Profil die Form einer Welle oder eines Mäanders aufweisen. Als Standardformat gelten 125 cm Länge und 62,5 cm Breite.
Durch die ökologische Schichtverleimung (Blöcke bis 340 mm stark) erreichen die Elemente eine hohe Festigkeit. Dadurch kann das Element als statisch tragendes Wand-, Decken- und Dachelement hergestellt werden. Die Platten sind absolut feuchtigkeitsresistent und sind brandschutztechnisch als B2 festgelegt worden.
Auch die Wärmeleitfähigkeit λ = 0,040 W/(m·K) kann mit ähnlichen Dämmstoffen konkurrieren.

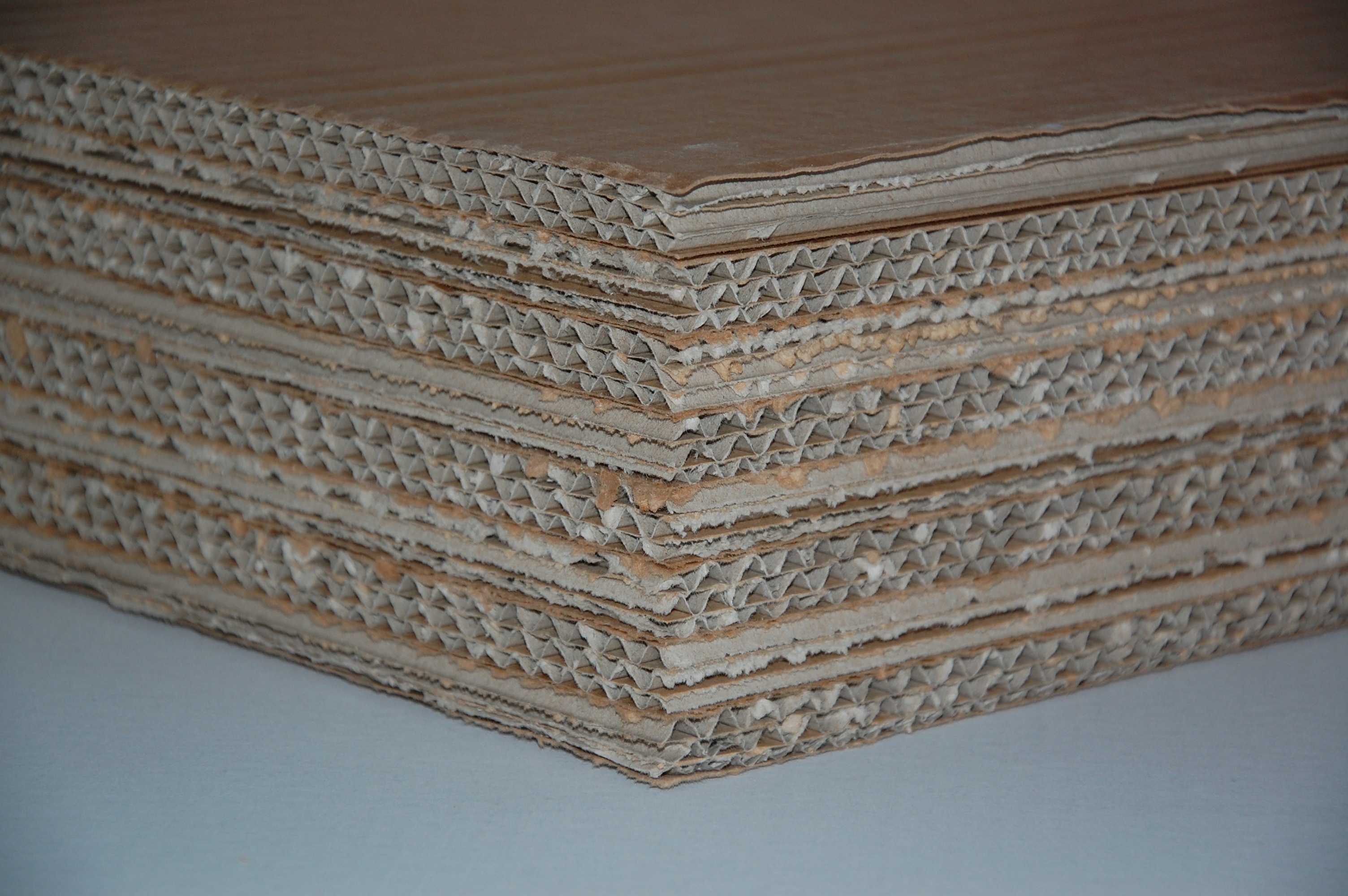
Zellstoffverbundelement

Das Zellstoffverbundelement ist unter anderem für den Trockenbau von Dächern, Decken, Wänden und Fußböden von Gebäuden geeignet.

## Technologische und ökologische Eigenschaften
- entspricht DIN 4102-1 (B2)[4]
- ökologische Herstellung
- formstabil
- mineralfaserfrei
- bindemittelfrei
- Statisch mitwirkend (nicht im Brandfall)
- winddicht
- Schallschutzstärke modifizierbar[5]
- Wärmeleitfähigkeit (Lambda-Wert) von 0.040 W/(m·K)[6]
- Gewinnung aus standortnahen Ressourcen
- rezyklierbar
- einfache Bearbeitung mit Holzzerspanungswerkzeugen

## Anwendungsgebiete

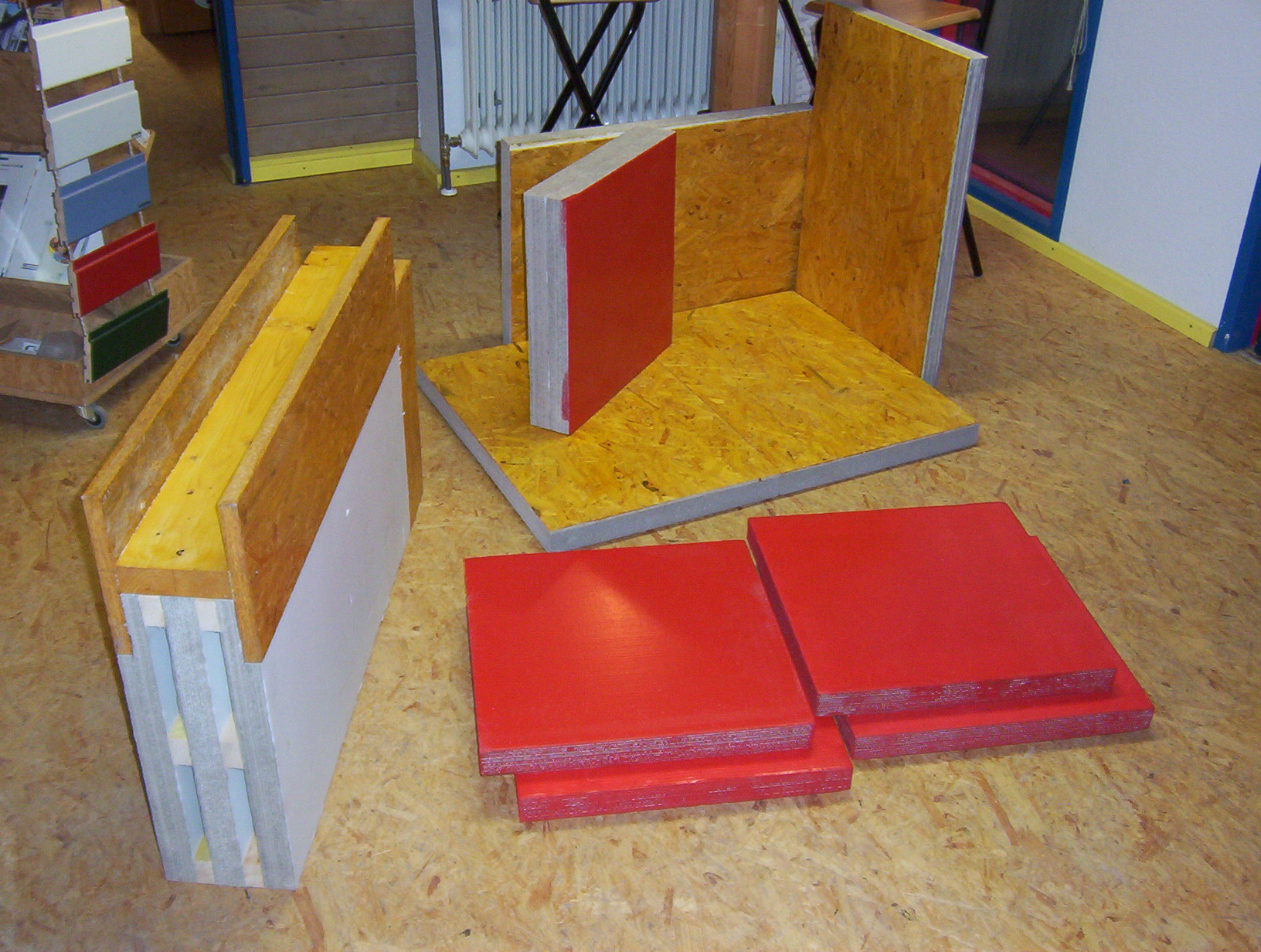
Zellstoffverbundelemente

Wärme-/Schalldämmung
- Wand
- Decke
- Boden

Technischer Bereich
- Solarkollektoren
- Wärme-/Kälte-Schutz

Bauwesen
- Fertigbauwände